# 鬼山直也
鬼山 直也（おにやま なおや、1995年5月5日 - ）は、日本の男子アーチェリー選手。山梨県甲斐市出身。
甲斐市立敷島中学校、東海大学付属甲府高等学校を経て近畿大学に進学。
卒業後、同大学でコーチを務めていたが、退職し現在は大阪でbarを経営している。また、SNS上でオーガという名前でラーメンなどの大食いを披露している。
2015第1回ワールドカップ／中国・上海大会のリカーブ男子団体の金メダリスト。

## 成績
- 2015年
  - 2015年5月、第1回ワールドカップ／中国・上海大会のリカーブ男子団体で金メダルを獲得。